# Bobrek trójlistkowy
Bobrek trójlistkowy, b. trójlistny (Menyanthes trifoliata L.) – gatunek rośliny z monotypowego rodzaju bobrek Menyanthes L. należącego do rodziny bobrkowatych. Jest szeroko rozprzestrzeniony na półkuli północnej – występuje w strefie umiarkowanej i sięgając na północy do strefy podbiegunowej w Europie, Azji i Ameryce Północnej. Na południu rośnie na obszarach górskich w Maroku, na Kaukazie, w Azji Środkowej. W Polsce obecny jest w niemal całym kraju, lokalnie bardzo rozproszony lub go brak (np. w północnej części województwa mazowieckiego i na Żuławach).

## Morfologia
ŁodygaGrube, pełzające kłącze, walcowate i członowane.
LiścieUlistnienie skrętoległe, liście tylko odziomkowe. Dolne liście okrywające kłącze łuskowate. Dalsze liście trójlistkowe, o pochwiastej nasadzie i długim ogonku. Blaszki listków odwrotnie jajowate, skórzaste i całobrzegie.
KwiatyZebrane w gęste, zwężające się ku szczytowi grona na długiej, bezlistnej szypułce (10–30 cm) bocznie wyrastającej z kłącza. Kielich 5-dzielny, lejkowato-dzwonkowaty. Korona biała lub różowa, o pięciu odgiętych do tyłu płatkach pokrytych wewnątrz licznymi włoskami. Słupek pojedynczy z długą szyjką i dwudzielnym znamieniem. Pręcików zwykle 5 o ciemnofioletowych lub żółtobrunatnych pylnikach.
OwocKulisto-jajowata torebka otwierająca się wieczkiem, o długości do 13 mm. Zawiera drobne, soczewkowate, gładkie i jasnobrunatne nasiona.

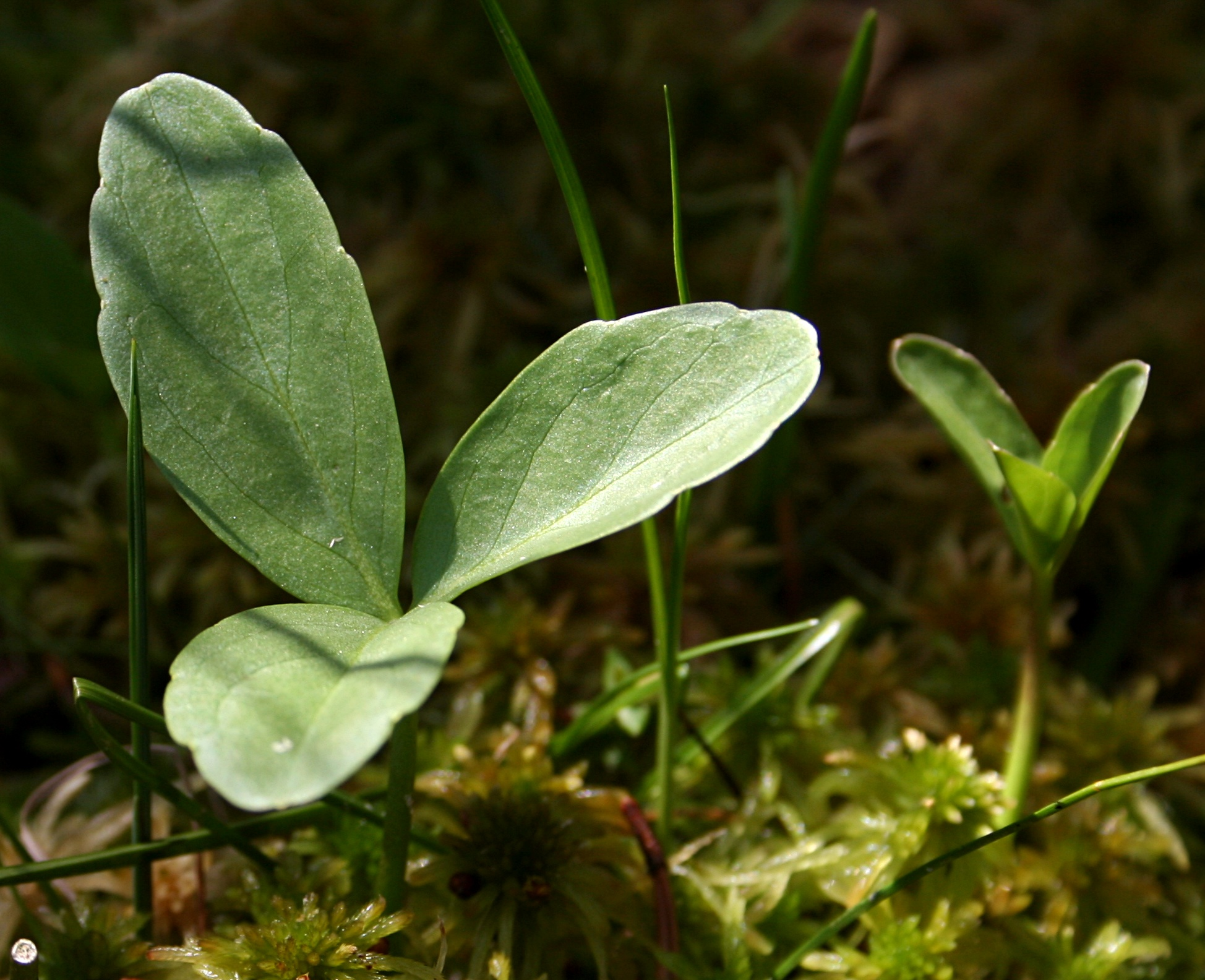
Liście
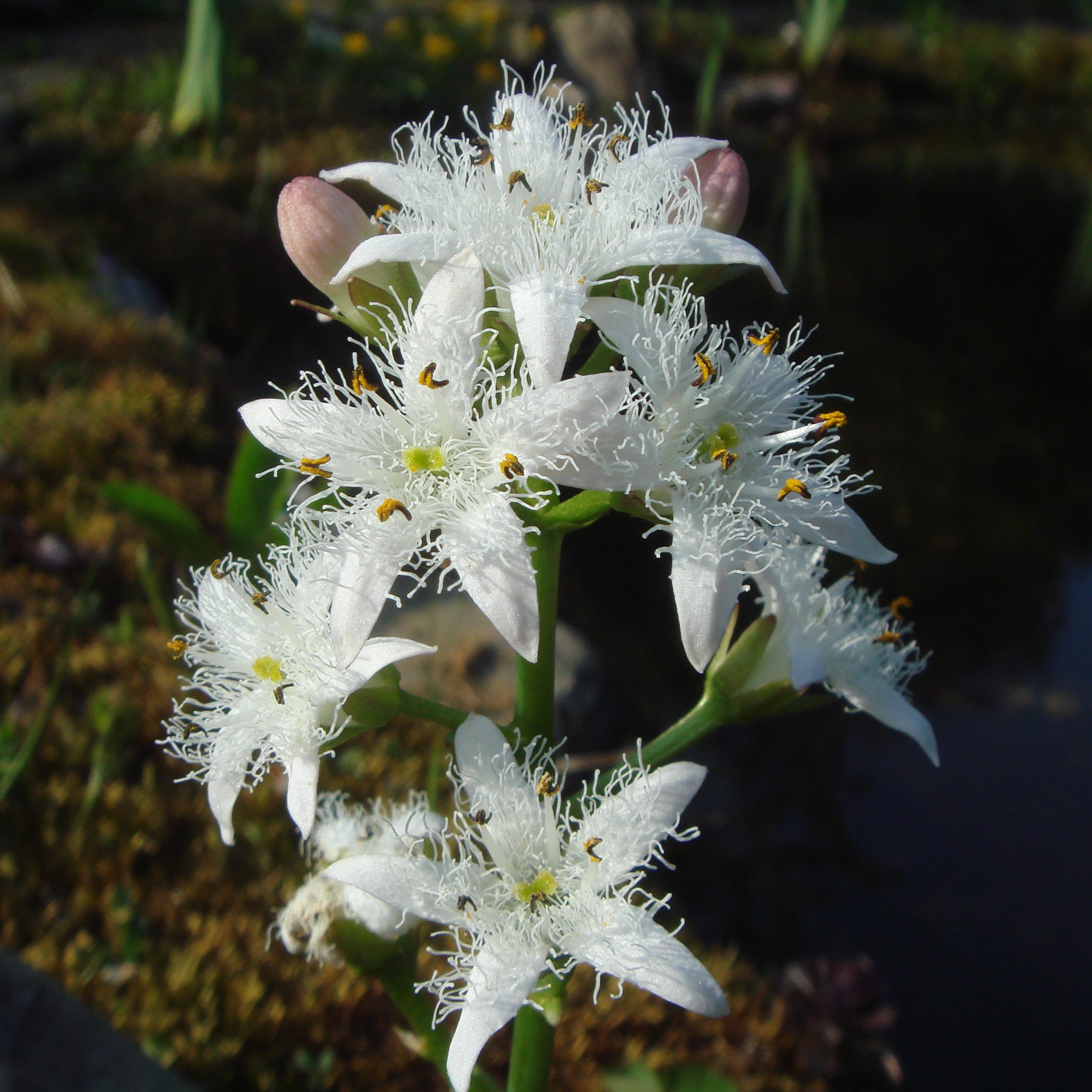
Kwiatostan
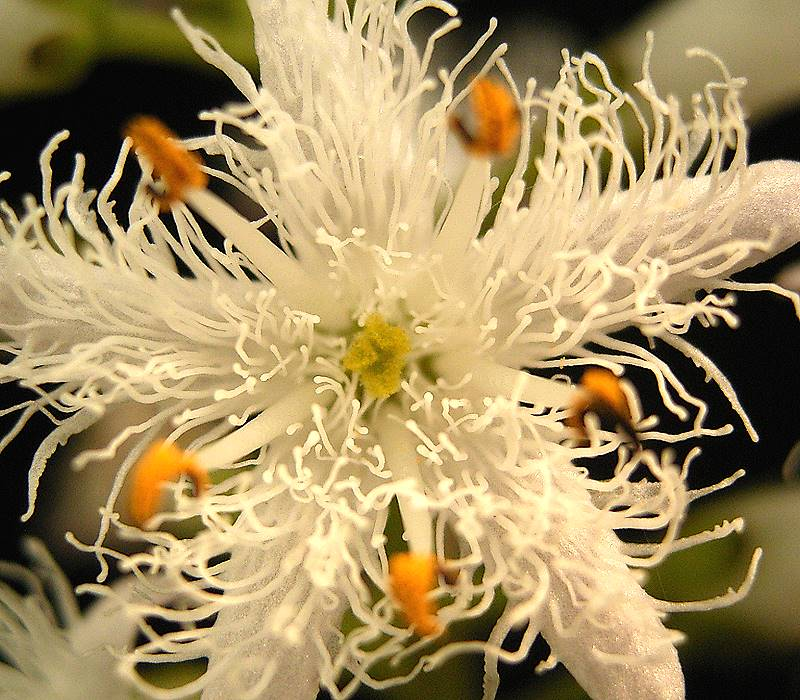
Kwiat

## Biologia i ekologia

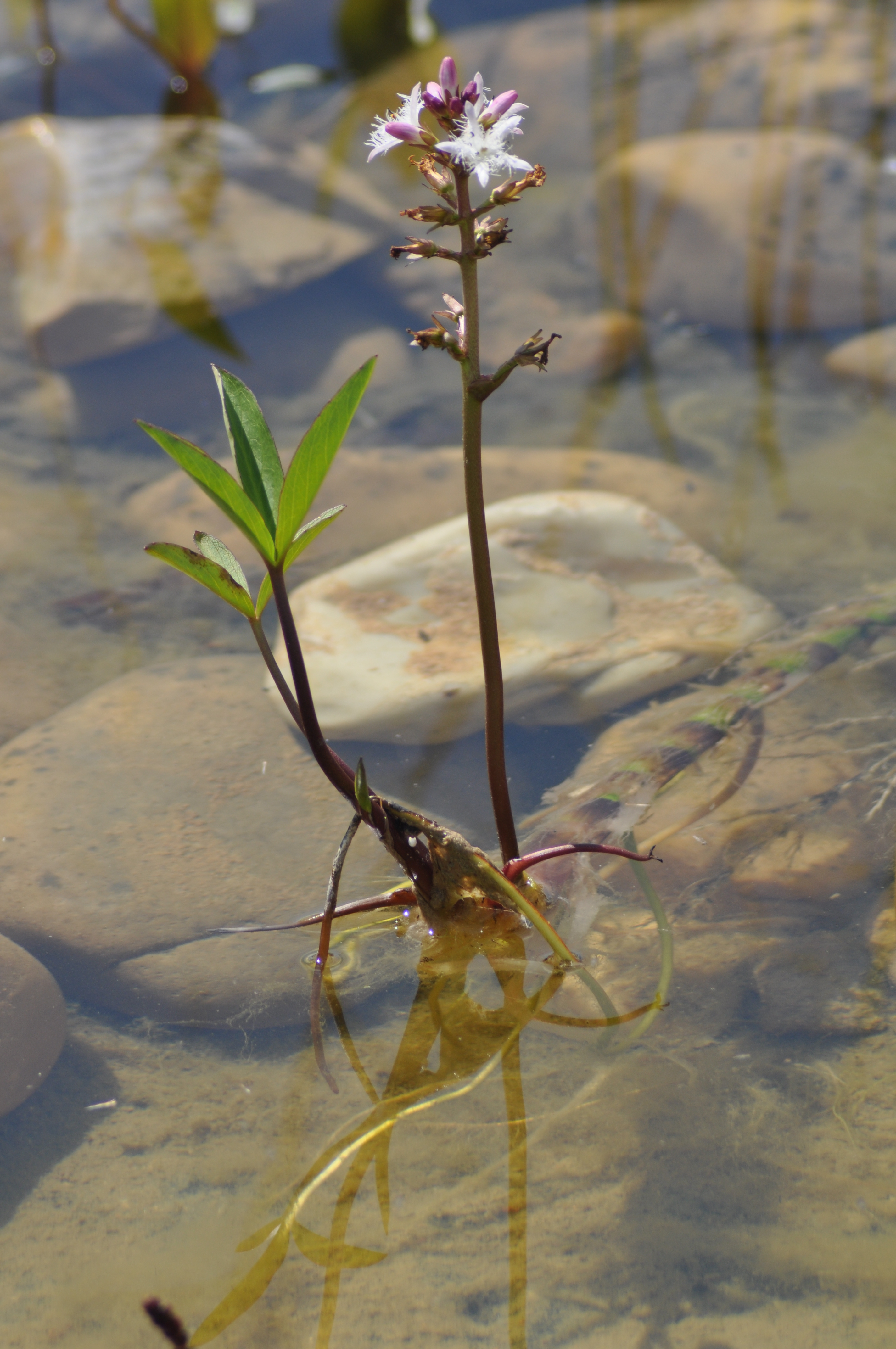
Pokrój

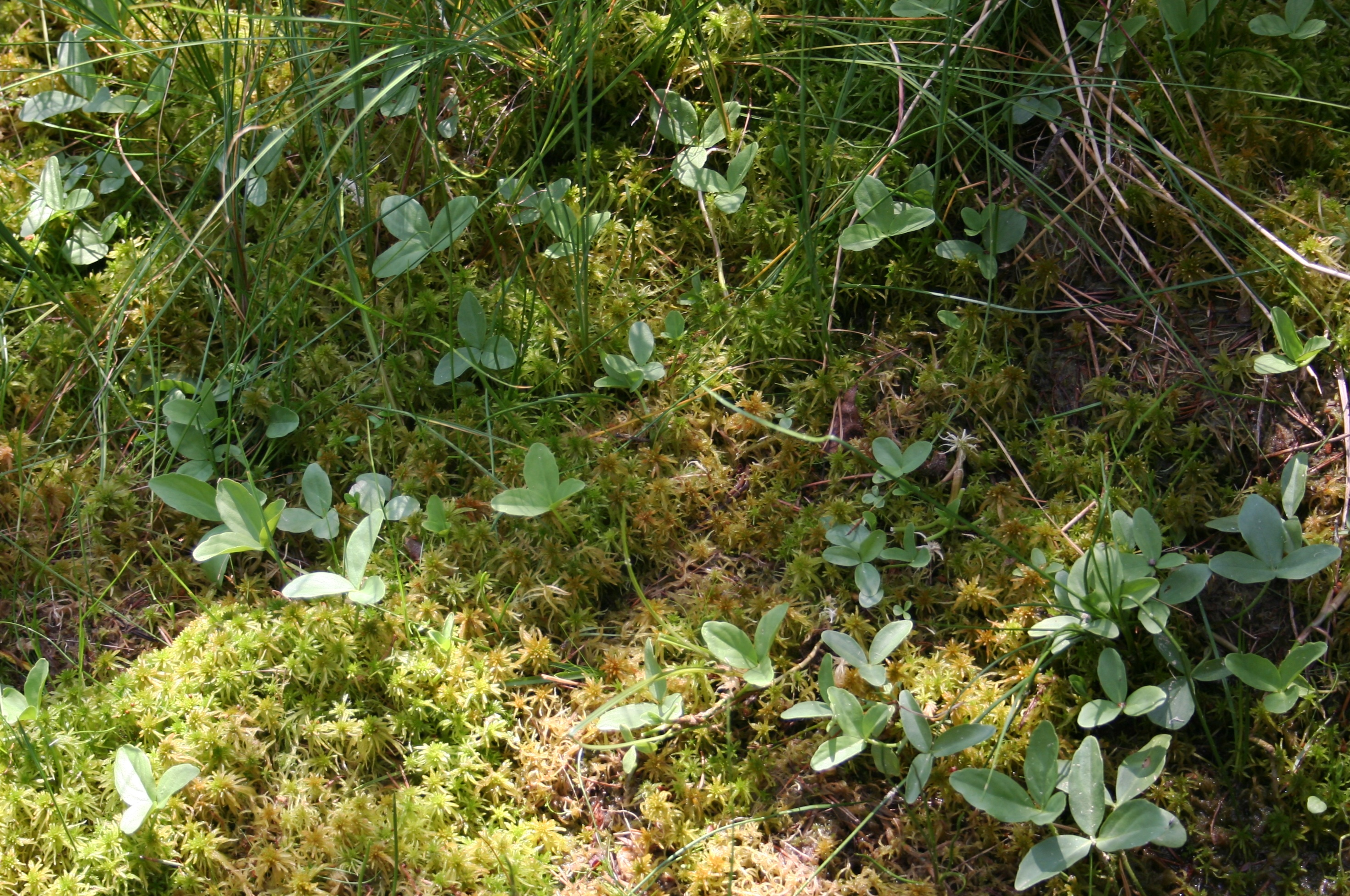
Bobrek trójlistkowy wśród roślinności torfowiska w rezerwacie Dury

Bylina, geofit, hydrofit. Kwitnie od maja do czerwca. Zapylaczami są zwykle trzmiele. Nasiona rozprzestrzeniane są przez wodę.
Wymaga kwaśnych, torfiastych gleb. Rośnie na torfowiskach, mokrych i bagnistych łąkach, na młakach, na brzegach jezior i rowów. W Polsce w górach sięga po regiel dolny i najwyższe stanowiska ma w Gorcach. W klasyfikacji zbiorowisk roślinnych gatunek charakterystyczny dla klasy (Cl.) Scheuchzerio-Caricetea nigrae, All. Caricion lasiocarpae. 
Liczba chromosomów 2n= 54.

## Systematyka
Pozycja systematyczna według APweb (aktualizowany system APG IV z 2016)
Jeden z pięciu rodzajów z rodziny bobrkowatych (Menyanthaceae) z rzędu astrowców (Asterales).
Pozycja w systemie Reveala (1993–1999)
Gromada okrytonasienne Magnoliophyta Cronquist, podgromada Magnoliophytina Frohne & U. Jensen ex Reveal, klasa Rosopsida Batsch, podklasa astrowe Asteridae Takht., nadrząd Campanulanae Takht. ex Reveal, rząd bobrkowce Menyanthales T. Yamaz. ex Takht., rodzina bobrkowate Menyanthaceae (Dumort.) Dumort., podrodzina Menyanthoideae Burnett, plemię Menyantheae Dumort., rodzaj bobrek Menyanthes L.

## Zagrożenia i ochrona
W Polsce podlega częściowej ochronie gatunkowej od 2001 roku na podstawie rozporządzeń wydawanych kolejno w latach: 2001, 2004, 2012 i 2014.
Nie jest uznawany za zagrożony wyginięciem w Polsce, jednak wiele jego stanowisk zanikło w wyniku osuszania terenu. Rośnie na terenach objętych różnymi formami ochrony, w tym w parkach narodowych: białowieskim, bieszczadzkim, pienińskim, tatrzańskim i wielkopolskim.

## Zastosowanie
Roślina lecznicza
Surowcem lekarskim bobrka są liście Folium Menyanthidis (zawartość: gorycze, glikozydy, garbniki oraz składniki mineralne, głównie jod, żelazo i mangan). Ma właściwości wzmacniające, oczyszczające i przeciwzapalne. Przeciwdziała zaparciom, wzdęciom, działa żółciopędnie. Wchodzi w skład preparatów stosowanych w leczeniu anemii, braku apetytu, niestrawności, migren oraz przy osłabieniu ogólnym organizmu. Pobudza przywspółczulny układ nerwowy, spowalnia współczulny układ nerwowy. Wzmacnia działanie gruczołów wydzielania wewnętrznego. Stosowany także przeciw dermatozie, gorączce naprzemiennej, krzywicy, szkorbucie, reumatyzmie, nieregularnej menstruacji i pasożytach jelitowych. Posiada właściwości przeciwnowotworowe.